# Элиава, Лия Шалвовна
Ли́я Шалвовна Элиа́ва (груз. ლია შალვას ასული ელიავა; 1934—1998) — советская и грузинская актриса театра и кино. Народная артистка Грузинской ССР (1976).

## Биография
Лия Элиава родилась 28 мая 1934 года в Тбилиси. Отец — революционер и партийный деятель советской Грузии Элиава, Шалва Зурабович, занимавший должность председателя СНК Грузинской ССР.
В 1955 году окончила Государственный институт театрального искусства курс учеников К. С. Станиславского и В. И. Немировича-Данченко (преподаватель актёрского мастерства народный артист РСФСР Г. Г. Конский),   после чего была принята в труппу театра им. К.Марджанишвили. 
Впоследствии стала актрисой академического театра им. Ш. Руставели.
Была замужем за Отаром Коберидзе.

## Фильмография
- 1956 — Тень на дороге — Нино
- 1957 — Баши-Ачук — Мциса и Мтвариса, близнецы-сёстры Баши-ачука
- 1958 — Мамлюк — Зейнаб
- 1958 — Судьба женщины — Кетеван Ахатнели
- 1958 — Сын Иристона — Анна Александровна Цаликова
- 1959 — Случай на плотине — Нана
- 1960 — Прерванная песня — Элико Геловани, военврач, капитан
- 1961 — Костры горят — Ирма
- 1964 — Дети моря — Лейла
- 1965 — Я вижу солнце — тётя Кетеван (Кето)
- 1967 — Скоро придёт весна — Нато
- 1967 — Город просыпается рано — Мелита
- 1968 — Братья Сарояны — Тагун
- 1969 — Мужской хор — дирижер
- 1969 — Кура неукротимая — Шахнигар
- 1972 — Морской волк (новелла в киноальманахе «Белые камни») — Мариами
- 1973 — Приключения Лазаре — мачеха Лазаре
- 1974 — Ночной визит — Лена
- 1974 — 1001-я гастроль — Ширин-ханум
- 1975 — Звук свирели — Саяли
- 1975 — Не верь, что меня больше нет — Лия
- 1976 — Побег на рассвете — жена Эристави
- 1977 — Берега — Тико Орбелиани
- 1977 — Синема — Елена
- 1980 — Петля Ориона — Анна Петровна
- 1981 — Будь здоров, дорогой — Мэри
- 1981 — Лирический марш — Анаит Георгиевна
- 1982 — Азбука мудрости
- 1983 — Клятвенная запись — царица Тинатин
- 1984 — Чиора — мать Ники
- 1984 — Голубые горы, или Неправдоподобная история — актриса, гость редакции
- 1985 — Багратион — грузинская княжна
- 1985 — Кто четвёртый? — мать Темури
- 1986 — Круговорот — Русудан
- 1987 — Как дома, как дела? — Мари
- 1992 — Только смерть приходит обязательно

## Признание
- Народная артистка Грузинской ССР (1976).
- Заслуженная артистка Грузинской ССР (1960).